# Pardilla (Hiszpania)
Pardilla – gmina w Hiszpanii, w prowincji Burgos, w Kastylii i León, o powierzchni 15,2 km². W 2011 roku gmina liczyła 124 mieszkańców.